# Лонгозна гора
Лонгозните гори представляват крайречни гори в долните течения на черноморските реки – Батова, Камчия, Ропотамо и Велека, където най-силно се чувства смекчаващо климатично влияние на морето.

## Характеристика
Възникването на лонгозните гори се свързва със специфични климатични, хидрологични, исторически и флорогеографски условия. Това са млади по произход гори. Формирани са върху кватернерни наслаги и богати, влажни и дълбоки наносни и блатни почви. Възникват в края на ледниковия период, началото на холоцена, при започване на бързо повишение на температурите и влажността. Специфични са за условията на преходно-континентален и средиземноморски климат с мека и влажна зима. Отличават се от останалите крайречни гори в България с наличието на някои вечнозелени и топлолюбиви видове в състава си. Лонгозни гори се срещат локално и в Тунджанската равнина и Горнотракийската низина. При пролетните разливания на реките се формира различен по дълбочина воден слой, който след около 1 – 1,5 месеца постепенно се оттича в реката и през лятото хидрологичното им подхранване се осъществява основно от високите подпочвени води.

## Растителност
От дървесните видове са разпространени полски клен, черна елша, полски ясен, бяла топола, черна топола, обикновен дъб, бяла върба, бял бряст, полски бряст. Храстите са представени от мекиш, кучи дрян, обикновен глог, чашкодрян, обикновена маслинка и гроздовидна песъкиня. Характерно за тези гори е участието на увивни растения с вдървенели и тревисти стъбла – дребноцветно чадърче, обикновен повет, бръшлян, обикновен хмел, гърбач, висока скрипка, брей и дива лоза. Те са причината на места лонгозите да са непроходими, с това им придават вид на влажни тропически гори. Тревната покривка в лонгозните гори е с непостоянен състав, който зависи от локални особености и динамични процеси. Задържането на много влага в почвата през голяма част от годината и силното засенчване са причина за ограниченото развитие на тревната покривка. Най-често срещани са горски късокрак, лепка, градско омайниче, броеничеста ливадина, черноморска ведрица, обикновено блатно кокиче, битински синчец. В участъците с по-продължително заливане преобладават лепка, лечебна разваленка, кървавочервен лапад, врабчови чревца, обикновена коприва и др. Там където водата се задържа по-продължително са разпространени хигрофитни и хигромезофитни растения – обикновен пирей, блатна перуника, обикновена блатия, мехунка, броеничеста ливадина, пълзящ очиболец, пълзящо лютиче, черен оман и др.

## Опазване
За опазване на лонгозните гори по поречието на река Камчия в низината Лонгоза са създадени резерват „Камчия“ и защитената местност „Лонгоза“. Те се припокриват и със защитената зона от Натура 2000 „Комплекс Камчия“. През 1951 г. е създаден резерват „Горна Топчия“ за опазване на лонгозни гори по поречието на река Тунджа.